# Kepler-429
Kepler-429, eller KIC 10001893, är en typ B-stjärna i stjärnbilden Lyran, som upptäcktes år 2014 och är belägen 5 456 ljusår från jorden. Stjärnan misstänks ha ett planetsystem bestående av tre planeter, som upptäcktes 2014, Kepler-429 b, Kepler-429 c och Kepler-429 d. Mycket lite är känt om dessa planeter. Massan är okänd, magnituden är 15,8 och rotationstiden runt Kepler-429 är 0,2 dygn.